# Christian Saint-Paul
Christian Saint-Paul né le 16 décembre 1948 au Mas-d'Azil, dans le département de l'Ariège, est un poète français.

## Biographie
il est le fils d'André Saint-Paul, médecin, homme politique et grand Résistant.
Élève au lycée Berthelot de Toulouse, il avait déjà créé sa revue Florilège, avec Michel Eckhard, un ami poète, parrainée par Jacques Brel. Greffier en chef du Conseil des Prud'hommes de Toulouse puis cadre de la ville de Toulouse, son engagement pour la poésie l'a amené à éditer d'autres revues : Poésie toute et Le Carnet des libellules.
Il anime depuis 1983 l'émission hebdomadaire Les Poètes sur Radio Occitania,.
Il a été élu membre de l'Académie des jeux floraux de Toulouse en 2016.